# Old Road FC
El Old Road Football Club es un equipo de fútbol de Antigua y Barbuda que juega actualmente en la Primera División de Antigua y Barbuda, la máxima división del fútbol del país caribeño.

## Historia
Fue fundado en 1967 y representa a la villa Old Road localizada al sur de la Isla Antigua. Ha participado en la mayoría de los campeonatos logrando ser campeones en las temporadas 2011-12 y 2012-13 obteniendo un bicampeonato. Sus colores son el azul, blanco y amarillo. Actualmente es dirigido por Vincent Samuel.

### Plantel
- Actualizado el 17 de Febrero de 2025

## Palmarés
- Primera División de Antigua y Barbuda: 2

2011-12, 2012-13